# Gharoli
Gharoli è una suddivisione dell'India, classificata come census town, di 68.978 abitanti, situata nel distretto di Delhi Est, nello territorio federato di Delhi. In base al numero di abitanti la città rientra nella classe II (da 50.000 a 99.999 persone).

## Geografia fisica
La città è situata a 28° 37' 15 N e 77° 20' 08 E.

## Società

### Evoluzione demografica
Al censimento del 2001 la popolazione di Gharoli assommava a 68.978 persone, delle quali 38.442 maschi e 30.536 femmine. I bambini di età inferiore o uguale ai sei anni assommavano a 11.524, dei quali 6.230 maschi e 5.294 femmine. Infine, coloro che erano in grado di saper almeno leggere e scrivere erano 48.490, dei quali 28.924 maschi e 19.566 femmine.